# یاسین رضایی
یاسین رضائی آغوز گله معروف به یاسین رضایی (زاده ۸ مرداد ۱۳۸۱ در ساری) کشتی‌گیر آزادکار ، تیم ملی ایران است.
وی سابقه کسب مدال برنز در مسابقات کشتی آزاد آسیایی بزرگسالان ۲۰۲۳ را دارد.

## فعالیت حرفه‌ای ورزشی

### قهرمانی آسیا ۲۰۲۳
در وزن ۶۱ کیلوگرم یاسین رضایی پس از استراحت در دور نخست، در دور دوم و در مرحله یک چهارم نهایی با نتیجه ۶ بر ۶ و ضربه فنی هیون سیک سونگ از کره‌جنوبی را مغلوب کرد و به نیمه‌نهایی راه یافت. وی در این مرحله با نتیجه ۱۱ بر ۲ مغلوب تایربک ژوماشبک اولو از قرقیزستان شد و به رده‌بندی رفت. رضایی در این دیدار با نتیجه ۷ بر ۴ کودای اوگاوا از ژاپن را از پیش رو برداشت و به مدال برنز دست یافت.